# آگفا اپتیما ۱ای
آگفا اپتیما ۱ای (به انگلیسی: Agfa Optima 1a) یک دوربین عکاسی فیلم ۱۳۵ ساخت شرکت آگفا است. این دوربین با لنز ۵ ۴/ ۱:۲.۸ خود، اولین دوربین ۳۵ میلی‌متری در جهان محسوب می‌شود، که دارای قابلیت قرارگیری کنترل خودکار است.

## نگارخانه

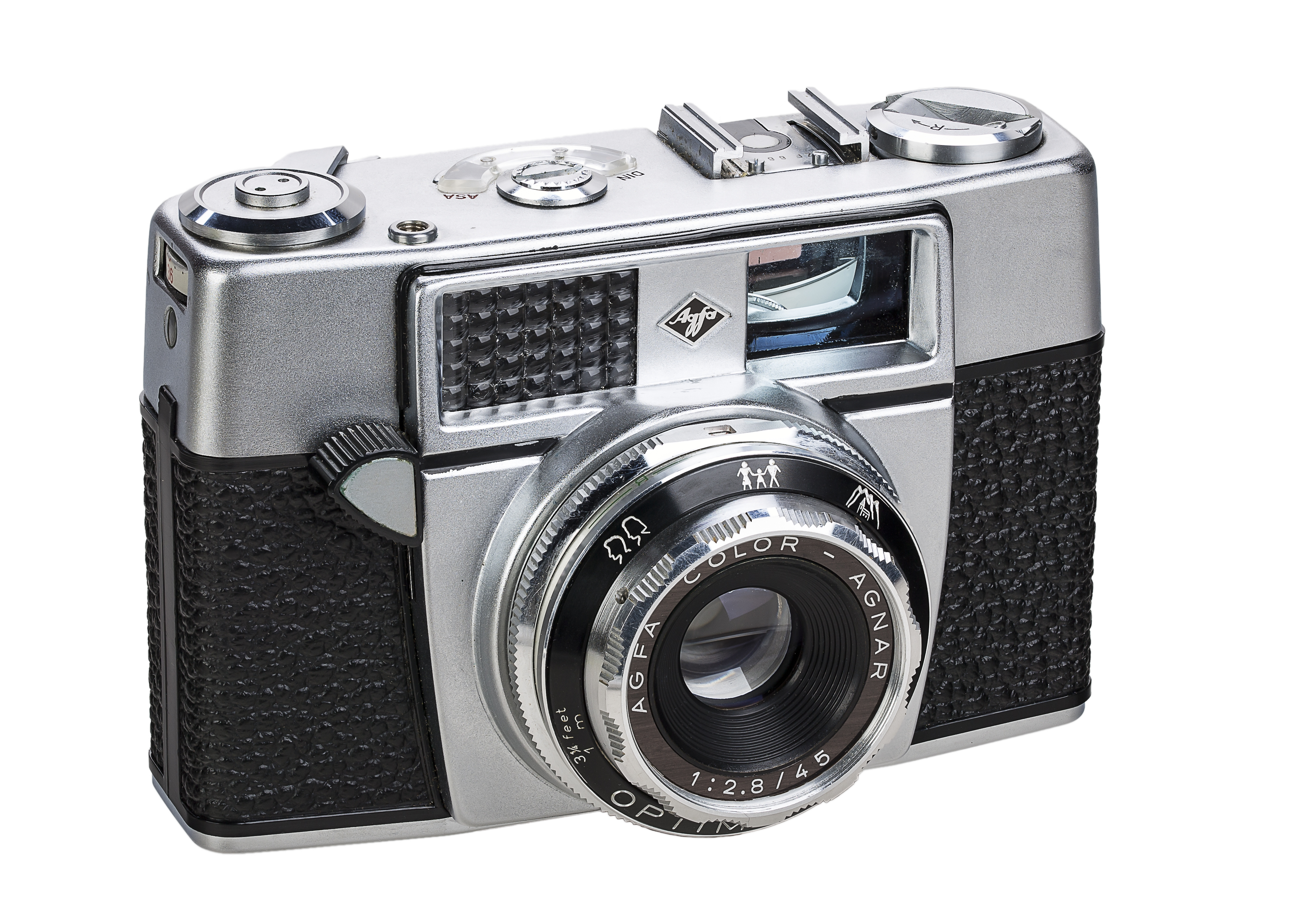